# Libanja
Libanja je naselje v Občini Ormož.